# Victor Jourdain
Victor Jourdain, né à Namur le 8 janvier 1841 et décédé à Bruxelles le 7 octobre 1918, était un patron de presse et patriote belge qui s'est illustré en fondant le journal La Libre Belgique et celui clandestin La Libre Belgique durant la Première Guerre mondiale,.

## Biographie
En 1879, les frères Louis et Victor Jourdain fondent une première société, la Société des panoramas de Londres, dont l'objet est le financement et la création de panoramas de batailles, forts en vogue à l'époque. L'année suivante, en 1880, le prix de leur action a plus que décuplé. La société change de nom et s'appelle désormais la Société générale des panoramas. Ils collaborent étroitement avec Charles Castellani qui en deviendra le principal actionnaire.
En 1884, toujours avec son frère Louis Jourdain,ingénieur civil des Mines, Victor fonde le journal catholique Le Patriote. Là aussi, le succès est au rendez-vous. En 1913, Victor rachète toutes les parts détenus par son frère Louis  et devient ainsi le seul propriétaire du journal, son frère Louis ayant été très actif dans le recherche du charbon en Campine belge investissant principalement dans ce secteur.  Lors de la Première Guerre mondiale, le journal cesse néanmoins ses parutions.

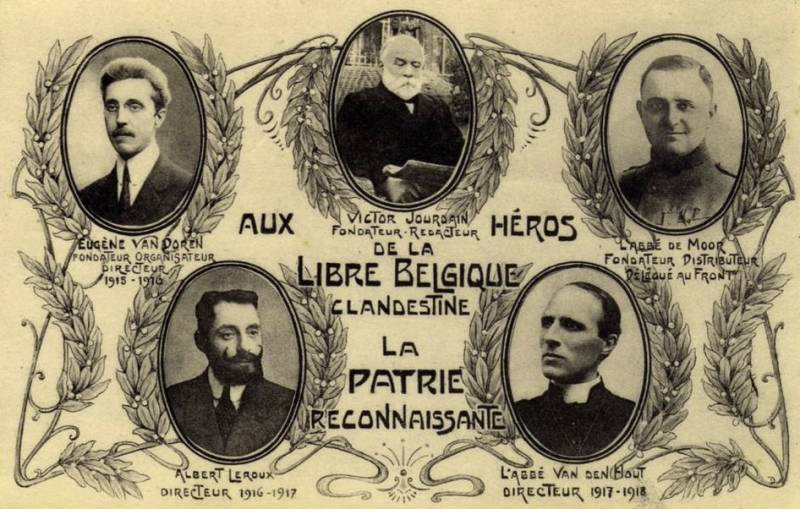
La Libre Belgique clandestine.

En 1915, Victor Jourdain et le beau-frère de ses fils, Eugène van Doren, fondent le journal clandestin La Libre Belgique qui deviendra légendaire. Le journal qui, selon son slogan humoristique, parait "régulièrement irrégulièrement", du fait de la pression exercée par les Allemands qui vont même jusqu'à proposer une récompense de 20 000 dollars à quiconque permettra de s'emparer du siège du journal.
Victor Jourdain s'éteint à 77 ans, le 7 octobre 1918. Après son décès, en novembre 1918, la famille relance les parutions du Patriote qu'ils rebaptisent, fort opportunément, La Libre Belgique, « label flatteur dont le prestige ne pouvait qu'être profitable ». Ceci déclencha d'ailleurs une polémique et le Cardinal Mercier intervint même pour légitimer le nouveau journal. Ceci n'entrava pas le succès rencontré par le quotidien qui tiendra, sous la direction de Paul Jourdain, le fils de Victor, le haut du pavé jusque dans les années 1960.